# Liriomyza
Genre
Liriomyza est un genre d'insectes diptères (mouches) de la famille des Agromyzidae.
Ce genre comprend 376 espèces, dont 136 sont indigènes en Europe. Il s'agit de mouches de petites tailles (de 1 à 3 mm de long). Ces espèces sont morphologiquement très semblables et difficiles à distinguer entre elles. Parmi les caractéristiques permettant l'identification des espèces figure notamment la disposition des nervures des ailes. 

## Liste d'espèces
Selon Catalogue of Life (19 oct. 2013) :
- Liriomyza abnormis
- Liriomyza aculeolata
- Liriomyza admiranda
- Liriomyza aestiva
- Liriomyza alaskensis
- Liriomyza allia
- Liriomyza alpicola
- Liriomyza alticola
- Liriomyza alyssi
- Liriomyza amarellae
- Liriomyza americana
- Liriomyza amoena
- Liriomyza anaphalidis
- Liriomyza andina
- Liriomyza andryalae
- Liriomyza angulicornis
- Liriomyza anthemidis
- Liriomyza antipoda
- Liriomyza antiquaria
- Liriomyza aposeridis
- Liriomyza approximata
- Liriomyza apsara
- Liriomyza archboldi
- Liriomyza arctii
- Liriomyza arnaudi
- Liriomyza artemisiae
- Liriomyza artemisicola
- Liriomyza artemsicola
- Liriomyza asclepiadis
- Liriomyza asphodeli
- Liriomyza assimilis
- Liriomyza asteriphila
- Liriomyza asteris
- Liriomyza asterivora
- Liriomyza aterrima
- Liriomyza atrescens
- Liriomyza avicenniae
- Liriomyza baccharidis
- Liriomyza balcanica
- Liriomyza baptisiae
- Liriomyza barrocoloradensis
- Liriomyza bartaki
- Liriomyza beata
- Liriomyza belcanicoides
- Liriomyza bella
- Liriomyza bellissima
- Liriomyza bessarabica
- Liriomyza bharati
- Liriomyza biformata
- Liriomyza bifurcata
- Liriomyza bispinosa
- Liriomyza bituberculata
- Liriomyza blechi
- Liriomyza bogotensis
- Liriomyza borealis
- Liriomyza brassicae
- Liriomyza braziliae
- Liriomyza braziliensis
- Liriomyza brunnifrons
- Liriomyza bryoniae — mouche de la bryone
- Liriomyza buhri
- Liriomyza bulbata
- Liriomyza bulbipalpis
- Liriomyza bulgarica
- Liriomyza bullati
- Liriomyza caesalpiniae
- Liriomyza californiensis
- Liriomyza canescens
- Liriomyza cannabis
- Liriomyza cardamines
- Liriomyza cardariae
- Liriomyza cassiniae
- Liriomyza caulophaga
- Liriomyza cekalovici
- Liriomyza centaureae
- Liriomyza cepae
- Liriomyza certosa
- Liriomyza cestri
- Liriomyza chemsaki
- Liriomyza chilensis
- Liriomyza chinensis
- Liriomyza chlamydata
- Liriomyza cicerina
- Liriomyza cilicornis
- Liriomyza cirriformis
- Liriomyza citreifemorata
- Liriomyza clarae
- Liriomyza clianthi
- Liriomyza cocculi
- Liriomyza colombiella
- Liriomyza commelinae
- Liriomyza concepcionensis
- Liriomyza congesta
- Liriomyza cordillerana
- Liriomyza coronillae
- Liriomyza cortesi
- Liriomyza costaricana
- Liriomyza craspediae
- Liriomyza cyclaminis
- Liriomyza debilis
- Liriomyza decempunctata
- Liriomyza deceptiva
- Liriomyza deficiens
- Liriomyza demeijerei
- Liriomyza dendranthemae
- Liriomyza denudata
- Liriomyza dianthicola
- Liriomyza diminuella
- Liriomyza discalis
- Liriomyza domestica
- Liriomyza dracunculi
- Liriomyza eboni
- Liriomyza edmontonensis
- Liriomyza electa
- Liriomyza elevata
- Liriomyza elquensis
- Liriomyza emiliae
- Liriomyza endiviae
- Liriomyza equiseti
- Liriomyza erucifolii
- Liriomyza eupatoriana
- Liriomyza eupatoriella
- Liriomyza eupatorii
- Liriomyza euphorbiae
- Liriomyza euphorbiana
- Liriomyza europaea
- Liriomyza fasciola
- Liriomyza fasciventris
- Liriomyza flavalis
- Liriomyza flaveola
- Liriomyza flaviantennata
- Liriomyza flavicola
- Liriomyza flavocentralis
- Liriomyza flavolateralis
- Liriomyza flavonigra
- Liriomyza flavopicta
- Liriomyza freidbergi
- Liriomyza freyella
- Liriomyza frickella
- Liriomyza fricki
- Liriomyza frigida
- Liriomyza frommeri
- Liriomyza frontella
- Liriomyza furva
- Liriomyza galiivora
- Liriomyza gayi
- Liriomyza geniculata
- Liriomyza globulariae
- Liriomyza graminacea
- Liriomyza graminivora
- Liriomyza grandis
- Liriomyza groschkei
- Liriomyza guadeloupensis
- Liriomyza gudmanni
- Liriomyza gypsophilae
- Liriomyza hampsteadensis
- Liriomyza haploneura
- Liriomyza hebae
- Liriomyza helenii
- Liriomyza helianthi
- Liriomyza helichrysi
- Liriomyza helichrysivora
- Liriomyza hemerocallis
- Liriomyza heringi
- Liriomyza herrerai
- Liriomyza hieracii
- Liriomyza hieracivora
- Liriomyza himalayana
- Liriomyza homeri
- Liriomyza hordei
- Liriomyza huidobrensis — mouche mineuse sud-américaine
- Liriomyza hungarica
- Liriomyza impolita
- Liriomyza imurai
- Liriomyza infuscata
- Liriomyza inopinata
- Liriomyza insignis
- Liriomyza intonsa
- Liriomyza irazui
- Liriomyza irwini
- Liriomyza ivanauskasi
- Liriomyza jezoensis
- Liriomyza katoi
- Liriomyza kenti
- Liriomyza khekhtsirica
- Liriomyza kleiniae
- Liriomyza kovalevi
- Liriomyza kumaonensis
- Liriomyza kuscheli
- Liriomyza labanoro
- Liriomyza lacertella
- Liriomyza langei
- Liriomyza languida
- Liriomyza lathyri
- Liriomyza latigenis
- Liriomyza latipalpis
- Liriomyza lepida
- Liriomyza lepidii
- Liriomyza lesinensis
- Liriomyza lima
- Liriomyza limpida
- Liriomyza litorea
- Liriomyza lituanica
- Liriomyza lolii
- Liriomyza lopesi
- Liriomyza lupinella
- Liriomyza lupini
- Liriomyza lupiniphaga
- Liriomyza lusatiensis
- Liriomyza lutea
- Liriomyza madridensis
- Liriomyza maipuensis
- Liriomyza manii
- Liriomyza manni
- Liriomyza marginalis
- Liriomyza mariaecamilae
- Liriomyza mediterranea
- Liriomyza melantherae
- Liriomyza melitensis
- Liriomyza menthavora
- Liriomyza meracula
- Liriomyza microglossae
- Liriomyza mikaniopsidis
- Liriomyza mikanivora
- Liriomyza minor
- Liriomyza mirifica
- Liriomyza monoensis
- Liriomyza montana
- Liriomyza montella
- Liriomyza montis
- Liriomyza montserratensis
- Liriomyza mosquerensis
- Liriomyza mosselensis
- Liriomyza myrsinitae
- Liriomyza nana
- Liriomyza nares
- Liriomyza navarinensis
- Liriomyza nietzkei
- Liriomyza nigra
- Liriomyza nigrifrons
- Liriomyza nigriscutellata
- Liriomyza nigrissima
- Liriomyza nordica
- Liriomyza novissima
- Liriomyza obliqua
- Liriomyza obscurata
- Liriomyza occipitalis
- Liriomyza oldenbergi
- Liriomyza oleariae
- Liriomyza oleariana
- Liriomyza orbona
- Liriomyza orilliensis
- Liriomyza pagana
- Liriomyza palauensis
- Liriomyza paradigma
- Liriomyza paranaensis
- Liriomyza pascuum
- Liriomyza patagonica
- Liriomyza patagoniensis
- Liriomyza paumensis
- Liriomyza pechumani
- Liriomyza pectinimentula
- Liriomyza peleensis
- Liriomyza penella
- Liriomyza penita
- Liriomyza pereziae
- Liriomyza periorbita
- Liriomyza persica
- Liriomyza peruensis
- Liriomyza peullae
- Liriomyza philadelphi
- Liriomyza philadelphivora
- Liriomyza phryne
- Liriomyza pictella
- Liriomyza pilosa
- Liriomyza pisivora
- Liriomyza plantaginella
- Liriomyza politella
- Liriomyza polygalae
- Liriomyza praeusta
- Liriomyza primitiva
- Liriomyza prostrata
- Liriomyza pseudopygmina
- Liriomyza ptarmicae
- Liriomyza puella
- Liriomyza pulchella
- Liriomyza pulloides
- Liriomyza pusilla
- Liriomyza pusio
- Liriomyza quadrata
- Liriomyza quadrisetosa
- Liriomyza quiquevittata
- Liriomyza ranunculoides
- Liriomyza richteri
- Liriomyza robustae
- Liriomyza sabaziae
- Liriomyza santafecina
- Liriomyza sativae
- Liriomyza scaevolae
- Liriomyza schlingeri
- Liriomyza schmidti
- Liriomyza schmidtiana
- Liriomyza schwabei
- Liriomyza scorzonerae
- Liriomyza securicornis
- Liriomyza seneciella
- Liriomyza senecionivora
- Liriomyza septentrionalis
- Liriomyza serriolae
- Liriomyza similis
- Liriomyza simulator
- Liriomyza singula
- Liriomyza sinuata
- Liriomyza smilacinae
- Liriomyza socialis
- Liriomyza solanita
- Liriomyza solanivora
- Liriomyza solivaga
- Liriomyza sonchi
- Liriomyza soror
- Liriomyza sorosis
- Liriomyza specifica
- Liriomyza spencerella
- Liriomyza splendens
- Liriomyza stachyos
- Liriomyza strigata
- Liriomyza strigosa
- Liriomyza subachoquensis
- Liriomyza subartemisicola
- Liriomyza subasclepiadis
- Liriomyza subflavopicta
- Liriomyza subinsignis
- Liriomyza subobliqua
- Liriomyza subpusilla
- Liriomyza subsativae
- Liriomyza subvirgo
- Liriomyza suecica
- Liriomyza sylvatica
- Liriomyza synedrellae
- Liriomyza tanaceti
- Liriomyza taraxaci
- Liriomyza taurica
- Liriomyza temperata
- Liriomyza tenera
- Liriomyza tequendamae
- Liriomyza tetrachaeta
- Liriomyza texella
- Liriomyza thalictri
- Liriomyza thesii
- Liriomyza tibidabensis
- Liriomyza togata
- Liriomyza tragopogonis
- Liriomyza trifoliearum
- Liriomyza trifolii — mouche mineuse américaine
- Liriomyza trivialis
- Liriomyza tubifer
- Liriomyza tubula
- Liriomyza tumbrensis
- Liriomyza umbilici
- Liriomyza umbrina
- Liriomyza umbrinella
- Liriomyza umbrosa
- Liriomyza undulatimentula
- Liriomyza urophorina
- Liriomyza urticae
- Liriomyza valerianae
- Liriomyza valerianellae
- Liriomyza variata
- Liriomyza veluta
- Liriomyza venegasiae
- Liriomyza venturensis
- Liriomyza vicina
- Liriomyza vicunella
- Liriomyza violicaulis
- Liriomyza violiphaga
- Liriomyza virginica
- Liriomyza virgo
- Liriomyza virgula
- Liriomyza viticola
- Liriomyza vitrimentula
- Liriomyza volatilis
- Liriomyza vulcanica
- Liriomyza wachtlii
- Liriomyza wahlenbergiae
- Liriomyza watti
- Liriomyza xanthocera
- Liriomyza yasumatsui
- Liriomyza zinniae

Selon ITIS (19 oct. 2013) :
- Liriomyza abnormis Spencer, 1981
- Liriomyza aclepiadis Spencer, 1969
- Liriomyza admiranda Spencer, 1981
- Liriomyza alaskensis Spencer, 1969
- Liriomyza allia (Frost, 1943)
- Liriomyza angulicornis (Malloch, 1918)
- Liriomyza archboldi Frost, 1962
- Liriomyza arctii Spencer, 1969
- Liriomyza arnaudi Spencer, 1981
- Liriomyza artemisiae Spencer, 1981
- Liriomyza assimilis (Malloch, 1918)
- Liriomyza baccharidis Spencer, 1963
- Liriomyza balcanicoides (Sehgal, 1971)
- Liriomyza baptisiae (Frost, 1931)
- Liriomyza bella Spencer, 1981
- Liriomyza bellissima (Spencer, 1969)
- Liriomyza bifurcata Sehgal, 1971
- Liriomyza blechi Spencer, 1973
- Liriomyza borealis (Malloch, 1913)
- Liriomyza brassicae (Riley, 1885)
- Liriomyza californiensis Spencer, 1981
- Liriomyza chemsaki Spencer, 1981
- Liriomyza chlamydata (Melander, 1913)
- Liriomyza cocculi (Frick)
- Liriomyza commelinae (Frost, 1931)
- Liriomyza cordillerana Sehgal, 1968
- Liriomyza deceptiva (Malloch, 1918)
- Liriomyza denudata Spencer, 1981
- Liriomyza discalis (Malloch, 1913)
- Liriomyza eboni Spencer, 1969
- Liriomyza edmontonensis Spencer, 1969
- Liriomyza elevata Spencer, 1986
- Liriomyza endiviae Hering, 1955
- Liriomyza eupatoriella Spencer, 1986
- Liriomyza eupatorii (Kaltenbach, 1874)
- Liriomyza flaveola (Fallen, 1823)
- Liriomyza flavicola Spencer, 1981
- Liriomyza flavonigra (Coquillett, 1902)
- Liriomyza frickella Spencer, 1981
- Liriomyza fricki Spencer, 1965
- Liriomyza frigida Spencer, 1981
- Liriomyza frommeri Spencer, 1981
- Liriomyza graminacea Spencer, 1981
- Liriomyza helenii Spencer, 1981
- Liriomyza helianthi Spencer, 1981
- Liriomyza huidobrensis (Blanchard, 1926) — mouche mineuse sud-américaine
- Liriomyza kenti Spencer, 1969
- Liriomyza lathyri Sehgal, 1971
- Liriomyza lima (Melander, 1913)
- Liriomyza lupinella Spencer, 1981
- Liriomyza lupini Spencer, 1981
- Liriomyza lupiniphaga Spencer, 1981
- Liriomyza lutea (Meigen, 1830)
- Liriomyza marginalis (Malloch, 1913)
- Liriomyza minor Spencer, 1981
- Liriomyza monoensis Spencer, 1981
- Liriomyza montana Sehgal, 1968
- Liriomyza montella Spencer, 1986
- Liriomyza montis Spencer, 1986
- Liriomyza nigriscutellata Spencer, 1981
- Liriomyza nigrissima Spencer, 1981
- Liriomyza nordica Spencer, 1969
- Liriomyza orilliensis Spencer, 1969
- Liriomyza paumensis Spencer, 1981
- Liriomyza pechumani Spencer, 1986
- Liriomyza peleensis Spencer, 1969
- Liriomyza philadelphivora Spencer, 1969
- Liriomyza pictella (Thomson, 1869)
- Liriomyza pilosa Spencer, 1969
- Liriomyza ptarmicae Meijere, 1925
- Liriomyza pulloides Spencer, 1986
- Liriomyza quadrisetosa (Malloch, 1913)
- Liriomyza ranunculoides Spencer, 1969
- Liriomyza robiniae Valley, 1982
- Liriomyza sabaziae Spencer, 1963
- Liriomyza sativae Blanchard, 1938
- Liriomyza schlingeri Spencer
- Liriomyza schmidti (Aldrich, 1929)
- Liriomyza senecionivora Sehgal, 1971
- Liriomyza septentrionalis Sehgal, 1968
- Liriomyza similis Spencer, 1981
- Liriomyza singula Spencer, 1969
- Liriomyza sinuata Sehgal, 1971
- Liriomyza smilacinae Spencer, 1969
- Liriomyza socialis Spencer, 1969
- Liriomyza sorosis (Williston, 1896)
- Liriomyza specifica Spencer, 1981
- Liriomyza splendens Spencer, 1986
- Liriomyza stachyos Spencer, 1981
- Liriomyza subasclepiadis Spencer, 1986
- Liriomyza sylvatica Sehgal, 1971
- Liriomyza taraxaci Hering, 1927
- Liriomyza temperata Spencer, 1986
- Liriomyza texella Spencer, 1986
- Liriomyza togata (Melander, 1913)
- Liriomyza trifoliearum Spencer, 1973
- Liriomyza trifolii (Burgess, 1880) — mouche mineuse américaine
- Liriomyza tubula Spencer, 1981
- Liriomyza undulata Spencer, 1969
- Liriomyza variata (Malloch, 1913)
- Liriomyza veluta Spencer, 1969
- Liriomyza venegasiae Spencer, 1981
- Liriomyza venturensis Spencer, 1981
- Liriomyza virginica Spencer, 1986
- Liriomyza virgo (Zetterstedt, 1838)
- Liriomyza zinniae Spencer, 1981

Selon NCBI (19 oct. 2013) :
- Liriomyza asclepiadis
- Liriomyza baptisiae
- Liriomyza brassicae
- Liriomyza bryoniae — mouche de la bryone
- Liriomyza chinensis
- Liriomyza fricki
- Liriomyza huidobrensis — mouche mineuse sud-américaine
- Liriomyza philadelphivora
- Liriomyza sativae
- Liriomyza strigata
- Liriomyza trifoliearum
- Liriomyza trifolii — mouche mineuse américaine